# Enzo Turco
Enzo Turco (Napoli, 8 giugno 1902 – Roma, 7 luglio 1983) è stato un attore e sceneggiatore italiano.

## Biografia
Iniziò a dedicarsi al teatro a partire dagli anni trenta, imponendosi come uno degli attori dialettali più validi e vivaci, soprattutto come spalla di Nino Taranto.
La sua stagione migliore nel cinema, in cui aveva debuttato verso la fine degli anni trenta, iniziò alla fine degli anni quaranta, quando prese ad affermarsi come caratterista disinvolto e brillante. Recitò spesso al fianco di Totò, in pellicole come Un turco napoletano (1953) e Miseria e nobiltà (1954).
Come sceneggiatore realizzò Scapricciatiello di Luigi Capuano (1955) e Ci sposeremo a Capri di Siro Marcellini (1956).
Dalla fine degli anni cinquanta fino ai primi anni settanta, Turco lavorò anche in televisione, partecipando a sceneggiati e a serie televisive di successo (tra le altre Joe Petrosino, diretta da Daniele D'Anza nel 1972).

## Il teatro di rivista
- Mondo allegro, di Ripp (Luigi Miaglia) e Bel Ami con Erminio Macario, Hilda Springher, Bianca Rizzo, Enzo Turco, regia di Erminio Macario (1935)

## Filmografia
- L'ha fatto una signora, regia di Mario Mattoli (1938)
- Abuna Messias, regia di Goffredo Alessandrini (1939)
- Retroscena, regia di Alessandro Blasetti (1939)
- Partenza ore 7, regia di Mario Mattoli (1946)
- Cuore, regia di Duilio Coletti (1948)
- Fifa e arena, regia di Mario Mattoli (1948)
- Il barone Carlo Mazza, regia di Guido Brignone (1948)
- Accidenti alla guerra!..., regia di Giorgio Simonelli (1948)
- Se fossi deputato, regia di Giorgio Simonelli (1949)
- La cintura di castità, regia di Camillo Mastrocinque (1949)
- I pompieri di Viggiù, regia di Mario Mattoli (1949)
- Il padrone del vapore, regia di Mario Mattoli (1951)
- Un ladro in paradiso, regia di Domenico Paolella (1952)
- Un turco napoletano, regia di Mario Mattoli (1953)
- Villa Borghese, regia di Vittorio De Sica e Gianni Franciolini (1953)
- Miseria e nobiltà, regia di Mario Mattoli (1954)
- Totò cerca pace, regia di Mario Mattoli (1954)
- Milanesi a Napoli, regia di Enzo Di Gianni (1954)
- Scapricciatiello, regia di Luigi Capuano (1955)
- Ci sposeremo a Capri, regia di Siro Marcellini (1956)
- Guaglione, regia di Giorgio Simonelli (1956)
- A sud niente di nuovo, regia di Giorgio Simonelli (1957)
- Napoli, sole mio!, regia di Giorgio Simonelli (1958)
- Ricordati di Napoli, regia di Pino Mercanti (1958)
- Il bacio del sole (Don Vesuvio), regia di Siro Marcellini (1958)
- I ragazzi dei Parioli, regia di Sergio Corbucci (1959)
- Vacanze d'inverno, regia di Camillo Mastrocinque e Giuliano Carnimeo (1959)
- I ladri, regia di Lucio Fulci (1959)
- Caravan petrol, regia di Mario Amendola (1960)
- Un giorno da leoni, regia di Nanni Loy (1961)
- Le quattro giornate di Napoli, regia di Nanni Loy (1962)
- ...e la donna creò l'uomo, regia di Camillo Mastrocinque (1964)
- Letti sbagliati, episodio La seconda moglie, regia di Steno (1965)
- Scaramouche, regia di Daniele D'Anza (1965)
- Addio mamma, regia di Mario Amendola (1967)
- Lo sbarco di Anzio, regia di Duilio Coletti ed Edward Dmytryk (1968)
- Mazzabubù... Quante corna stanno quaggiù?, regia di Mariano Laurenti (1971)
- Camorra, regia di Pasquale Squitieri (1972)

## Prosa televisiva Rai
- Aprite: polizia!, regia di Daniele D'Anza - miniserie TV, sei episodi (1958)
- La bella avventura, regia di Mario Landi, trasmessa il 27 aprile 1962.
- Na santarella di Eduardo Scarpetta, regia di Eduardo De Filippo, trasmessa il 7 febbraio 1975.